# Agnes Cecilia – En sällsam historia
Agnes Cecilia – En sällsam historia è un film del 1991 diretto da Anders Grönros, adattamento del romanzo Il mistero di Agnes Cecilia della scrittrice svedese Maria Gripe.

## Trama
Nora è un quindicenne rimasta orfana quando aveva cinque anni. I genitori hanno perso la vita in un incidente automobilistico, o almeno questo è quello che le è stato detto, e da allora vive con la famiglia Sjöborg, composta da Anders, Karin e il figlio Dag che ha la sua età. Quando la famiglia si trasferisce in un vecchio appartamento nella città di Enköping iniziano a succedere strani episodi e Nora stessa viene misteriosamente salvata da una serie di incidenti. A quanto pare nella casa c'è una presenza soprannaturale, una ragazza che vi ha vissuto molto tempo prima e che stringe amicizia con Nora. Le due ragazze cercano così la risposta a una serie di misteri che hanno perseguitato entrambe.

## Colonna sonora
La colonna sonora composta da Johan Söderqvist è stata pubblicata nel 1992 dalla Classic Hawk, insieme a quella del film Freud flyttar hemifrån....

## Distribuzione
Il film è stato distribuito in Svezia il 29 agosto 1991 e lo stesso anno è stato proiettato al Festival del cinema di Stoccolma. Nel 1992 è stato mostrato al Giffoni Film Festival e nel 1993 al Festival internazionale del cinema fantastico di Bruxelles.

## Riconoscimenti
- 1992 – Guldbagge

Miglior regista a Anders Grönros
Migliore fotografia a Per Källberg
Candidatura per il miglior film a Ingrid Dalunde e Waldemar Bergendahl
Candidatura per la miglior attrice a Gloria Tapia